# Leonard Susskind
Leonard Susskind (født 1940) er en amerikansk fysiker, der siden 1979 har været professor i teoretisk fysik ved Stanford University, og siden 2009 leder af Stanford Institute for Theoretical Physics.
Susskind er en af pionererne inden for strengteori, sammen med blandt andre Yoichiro Nambu og Holger Bech Nielsen, er en af hovedmændene bag det holografiske princip og en af fortalerne for det antropiske princip strengteori-landskabet.
Han studerede ved City College of New York, hvor han i 1962 modtog en B.S. i fysik, og ved Cornell University under ledelse af Peter A. Carruthers, hvor han fik sin doktorgrad i 1965.
Susskind modtog Sakurai-prisen i 1998.

## Udvalgt bibliografi
- The Cosmic Landscape: String Theory and the Illusion of Intelligent Design (2005) ISBN 0-316-15579-9.
- The Black Hole War: My Battle with Stephen Hawking to Make the World Safe for Quantum Mechanics (2008) ISBN 978-0316016407